# João de Inglaterra
João (Oxford, 24 de dezembro de 1166 – Newark, 19 de outubro de 1216), também conhecido como João Sem-Terra, foi o Rei da Inglaterra de 1199 até sua morte. João perdeu o Ducado da Normandia e muitas de suas outras possessões para o rei Filipe II em 1204, resultando na queda de quase todo Império Angevino e contribuindo para o crescimento da dinastia Capetiana no século XIII. A Primeira Guerra dos Barões no final de seu reinado levou à selagem da Magna Carta, um documento que algumas vezes é considerado como um dos primeiros passos rumo à Constituição do Reino Unido.
João era o filho mais novo do rei Henrique II e da rainha Leonor da Aquitânia, assim inicialmente não tinha esperanças de herdar terras significativas. Ele tornou-se o filho favorito de seu pai após uma frustrada rebelião de seus irmãos mais velhos entre 1173 e 1174. João foi nomeado Lorde da Irlanda em 1177 e recebeu terras na Inglaterra e no continente. Seus irmãos mais velhos, Guilherme, Henrique e Godofredo, morreram jovens; quando Ricardo I tornou-se rei em 1189, João era um herdeiro em potencial. Tentou sem sucesso uma rebelião contra os administradores de Ricardo enquanto este participava da Terceira Cruzada. Mesmo assim, foi proclamado rei em 1199 depois da morte de Ricardo, chegando a um acordo com Filipe II em 1200 para reconhecer sua posse das terras angevinas.
Quando a guerra voltou a estourar com a França em 1202, João conseguiu vitórias iniciais, porém a falta de recursos militares e seu tratamento de nobres normandos, bretões e angevinos resultaram na queda de seu império no norte da França em 1204. Ele passou grande parte da década seguinte tentando reconquistar essas terras, levantando enormes receitas, reformando as forças armadas e reconstruindo alianças continentais. As reformas judiciais de João tiveram um impacto duradouro na Inglaterra, também mostrando-se uma fonte adicional de receitas. O rei foi excomungado em 1209 após uma discussão com o papa Inocêncio III, porém a questão foi resolvida em 1213. João tentou derrotar Filipe novamente em 1214, porém falhou: seu exército foi dizimado na Batalha de Bouvines. Ao voltar para a Inglaterra enfrentou uma rebelião de muitos de seus barões, que estavam insatisfeitos com suas políticas fiscais e o tratamento recebido. Apesar de João e os barões terem concordado com a Magna Carta em 1215, nenhum dos lados cumpriu as exigências do acordo. Uma guerra civil começou pouco depois, com os barões recebendo ajuda de Luís VIII da França. Logo o confronto chegou em um impasse. João morreu de disenteria em 1216 enquanto fazia campanha no leste da Inglaterra; os apoiadores de seu filho Henrique III conseguiram derrotar Luís e os barões rebeldes no ano seguinte.
Crônicos contemporâneos criticaram bastante João como rei e desde então seu reinado foi assunto de grande debate e revisões históricas do século XVI em diante. O historiador Jim Bradbury resumiu a opinião histórica contemporânea das qualidades positivas de João, salientando que ele é normalmente considerado um "administrador dedicado, um homem e general capaz". Mesmo assim, historiadores modernos concordam que ele também tinha muitas falhas, incluindo aquilo que Ralph Turner descreve como "traços de personalidade de mau gosto, até mesmo perigosos", como mesquinhez, maldade e crueldade. Essas qualidades negativas mostraram-se um abundante material para escritores na era vitoriana, e João permanece até hoje um personagem recorrente na cultura popular ocidental, principalmente como vilão em filmes e histórias mostrando as lendas de Robin Hood.
Tão extensa foi sua descendência que é possível traçar a ancestralidade de todos os presidentes dos Estados Unidos até si, com a exceção de Martin Van Buren. Entre seus outros descendentes famosos estão a socialite americana Paris Hilton e o ator britânico Guy Ritchie.

## Início de vida

### Infância

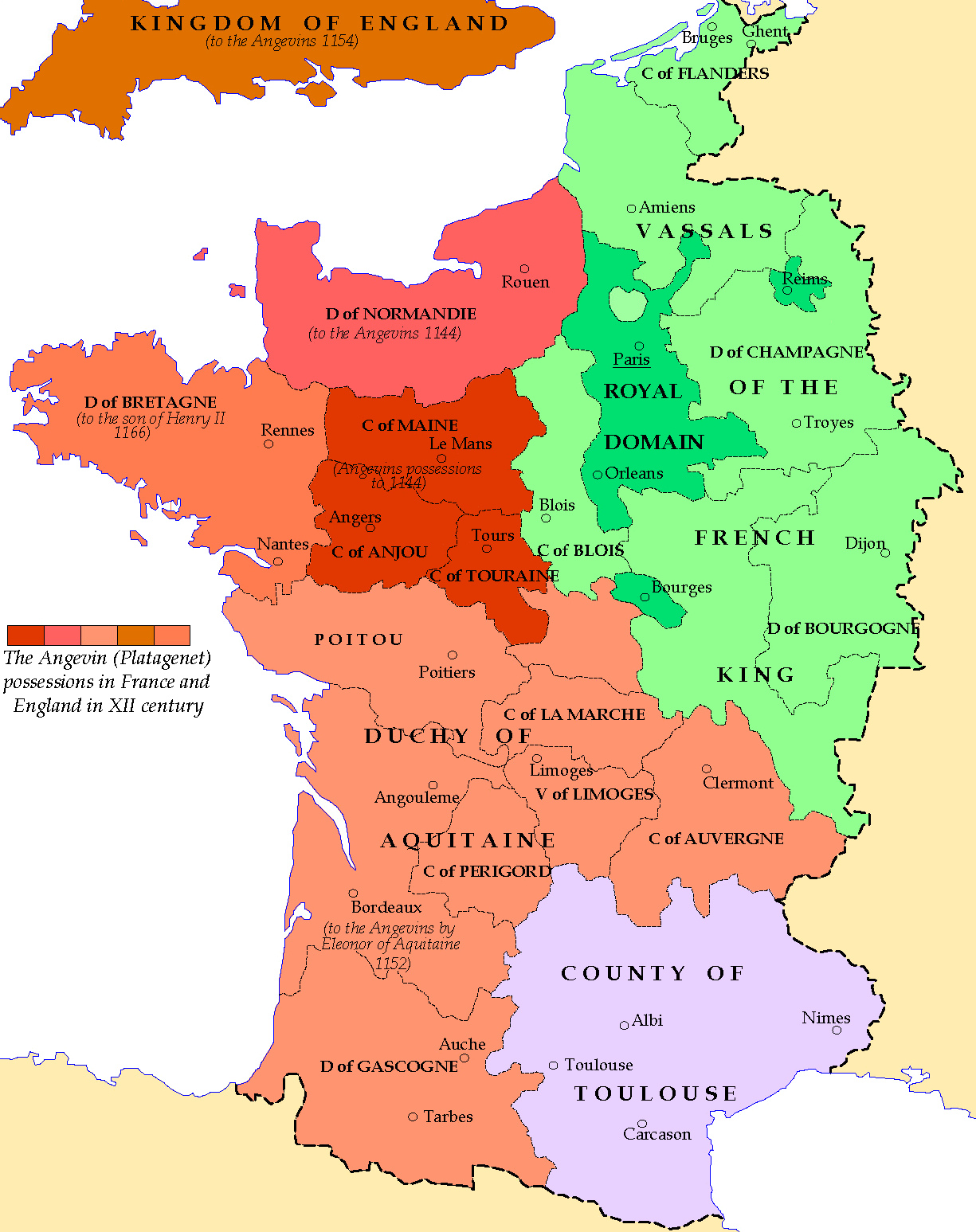
O Império Angevino (laranja) por volta do final do século XII

João nasceu em 24 de dezembro de 1166 no Palácio de Beaumont, o filho mais novo do rei Henrique II da Inglaterra e sua esposa Leonor da Aquitânia. Seu pai tinha herdado a Inglaterra, Normandia e Anjou ao longo da costa do oceano Atlântico, expandindo seu império ao conquistar a Bretanha. Henrique tinha se casado com a poderosa Leonor, que governava o Aquitânia e tinha reivindicações a Tolosa e Auvérnia no sul da França, além de ter sido a ex-esposa do rei Luís VII. O resultado foi a consolidação do Império Angevino, nomeado por causa do título paterno de Henrique de Conde de Anjou, especificamente por sua sede em Angers. Entretanto, esse império era inerentemente frágil: apesar de todas essas terras terem jurado lealdade ao rei inglês, cada uma tinha sua própria história, tradições e estruturas de governo. A extensão do poder de Henrique sobre as províncias diminuía consideravelmente a medida que se avançava para o sul, mal parecendo-se com o conceito moderno de império. Algumas conexões tradicionais entre as partes do império, como Inglaterra e Normandia, estavam lentamente se dissolvendo.
Não se sabia o que aconteceria após a morte de Henrique. Apesar do costume da primogenitura, em que o filho mais velho herda todas as posses do pai, estava espalhando-se lentamente pela Europa na época, ele era menos popular entre os reis normandos da Inglaterra. Muitos acreditavam que Henrique dividiria seu império, dando a cada filho uma parte considerável e esperando que eles continuassem a trabalhar juntos como aliados depois de sua morte. Complicando as coisas ainda mais estava o fato que as terras angevinas eram mantidas por Henrique apenas como vassalo do Rei da França, que na época vinham da rival Casa de Capeto. O rei inglês muitas vezes aliou-se com o Sacro Império Romano-Germânico contra a França, deixando a relação feudal ainda mais desafiadora.
João foi colocado aos cuidados de uma ama de leite pouco depois de seu nascimento, uma prática comum entre as famílias nobres medievais. Leonor partiu para Poitiers e enviou João e sua irmã Joana para a Abadia de Fontevraud em Anjou. Isto pode ter sido feito com o objetivo de direcionar seu filho mais novo, que não tinha perspectivas de herdar terras, para uma possível carreira eclesiástica. Leonor passou os anos seguintes conspirando contra o marido e nenhum dos pais desempenhou um papel ativo nos primeiros anos de vida de João. Um magister provavelmente lhe foi designado enquanto estava com Fontevrault, que era um professor encarregado de sua educação inicial e com a administração de seus criados e criadagem imediata. João posteriormente teve como tutor Ranulfo de Glanvill, um proeminente administrador inglês. Ele passou algum tempo como membro da criadagem de seu irmão mais velho Henrique, o Jovem, onde provavelmente teve aulas de caça e assuntos militares.
João cresceu até ter 1,65 metros de altura, relativamente baixo, com um "corpo poderoso e peito cheio" e cabelos ruivos escuros; para seus contemporâneos, ele parecia alguém vindo de Poitiers. João gostava de ler e, incomumente para o período, construiu uma biblioteca viajante. Gostava de jogos de azar, particularmente gamão, sendo um entusiasta da caça, até mesmo para padrões medievais. Ele gostava de música, mas não de canções. João tornaria-se um "conhecedor de joias", formando uma grande coleção, também ficando famoso por suas roupas opulentas e, segundo alguns crônicos franceses, por gostar de vinhos ruins. Ficou conhecido enquanto crescia por às vezes ser "genial, perspicaz, generoso e hospitaleiro"; por outro lado, podia ser invejoso, sensível e propenso a ataques de raiva, "mordendo e roendo os dedos" em ira.

### Primeiros anos

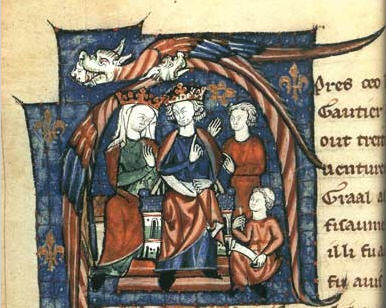
Iluminura de Henrique e Leonor, pais de João, em sua corte

Henrique tentou resolver a questão da sucessão durante os primeiros anos de vida de João. Henrique, o Jovem, tinha sido coroado co-rei da Inglaterra em 1170, porém não recebera nenhuma espécie de poder vinda de seu pai; também lhe foi prometido a Normandia e Anjou como parte de sua herança futura. Ricardo, outro filho, seria nomeado Conde de Poitiers com controle também sobre a Aquitânia, enquanto Godofredo tornaria-se o Duque da Bretanha. Na época parecia muito improvável que João recebesse terras substanciais, com ele dessa forma sendo apelidado jocosamente de "Sem-Terra" por seu pai.
O rei queria assegurar as fronteiras da Aquitânia e decidiu prometer seu filho mais novo a Alice, filha e herdeira de Humberto III, Conde de Saboia. Como parte do acordo, foi prometido a João as terras de Saboia, Piemonte e Maurienne, além de outras possessões de Humberto. Henrique por sua vez transferiu os castelos de Chinon, Loudun e Mirebeau para João; como ele tinha apenas cinco anos de idade, seu pai continuou a controlá-los por motivos práticos. Henrique, o Jovem, não ficou satisfeito: apesar de ainda não ter recebido o controle de castelos na Inglaterra, esses também eram parte de sua futura herança e foram entregues sem que ele fosse consultado. Alice atravessou os Alpes e juntou-se à corte inglesa, porém morreu antes de poder se casar, deixando João novamente sem herança.
Os irmãos mais velhos de João lançaram uma revolta contra o pai em 1173 com o apoio de sua mãe. Henrique, o Jovem, estava irritado com sua posição subordinada ao rei e cada vez mais preocupado que seu irmão mais novo recebesse mais terras e castelos às suas custas, assim viajando para Paris e aliando-se com Luís VII. Leonor estava irritada pela contínua interferência do marido na Aquitânia e encorajou Godofredo e Ricardo a juntarem-se ao irmão. O rei Henrique saiu-se vitorioso sobre a coalizão de seus filhos, mas foi generoso com eles no acordo de paz resultante. Henrique, o Jovem, recebeu permissão de viajar livremente pela Europa com sua própria criadagem e cavaleiros, Ricardo recebeu a Aquitânia de volta e Godofredo pode retornar para a Bretanha. Apenas Leonor foi presa por seu papel na revolta.
João passou o conflito viajando junto com seu pai, recebendo vastas posses e terras pelo Império Angevino como parte do acordo de paz; a partir dai, a maioria dos observadores passaram a considerar João como o filho favorito de Henrique, porém ainda era o mais distante em termos da sucessão real. O rei começou a procurar mais terras para João, a maioria aos custos dos nobres do reino. Ele apropriou em 1175 as propriedades do falecido Reginaldo de Dunstanville, 1º Conde da Cornualha, e as deu ao filho. Henrique deserdou as irmãs de Isabel de Gloucester no ano seguinte, indo contra o costume legal, prometendo João à agora extremamente rica Isabel. No Conselho de Oxford de 1177, o rei dispensou Guilherme FitzAldelm como Lorde da Irlanda e o substituiu por João, que então tinha apenas dez anos. 

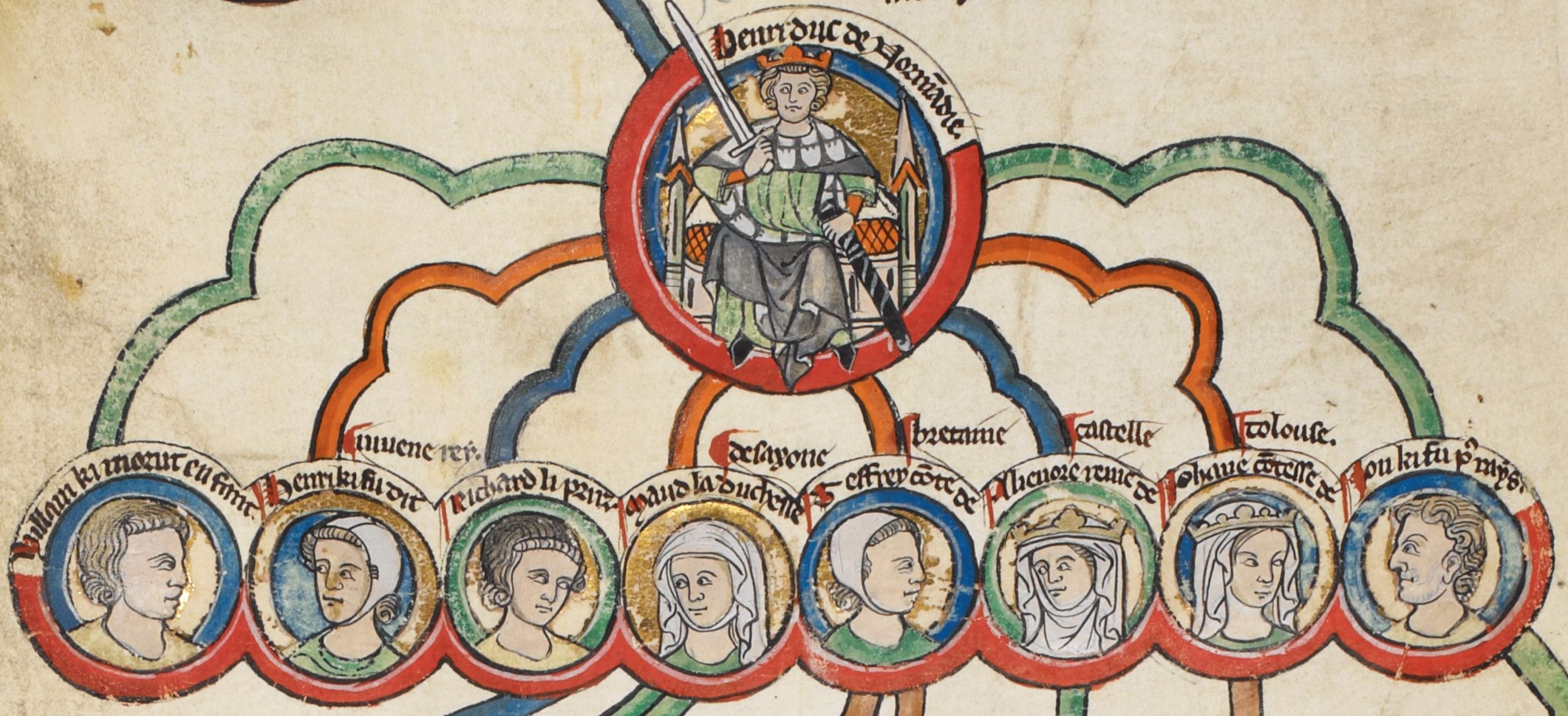
Representação do século XIII de Henrique e seus filhos. Da esquerda para direita: Guilherme, Henrique, Ricardo, Matilde, Godofredo, Leonor, Joana e João

Henrique, o Jovem, travou uma curta guerra contra Ricardo em 1183 sobre a situação da Inglaterra, Normandia e Aquitânia. O rei apoiou Ricardo, com Henrique, o Jovem, morrendo de disenteria ao final da campanha. Henrique rearranjou seus planos de sucessão com a morte de seu primogênito: Ricardo seria o rei da Inglaterra, porém sem poder político até a morte do pai; Godofredo manteria a Bretanha; enquanto João tornaria-se o novo Duque da Aquitânia no lugar de Ricardo. Este recuou a ceder o título, com Henrique ficando furioso e ordenando que João e Godofredo marchassem para o sul e retomassem a Aquitânia pela força. Os dois atacaram a capital, com Ricardo respondendo ao atacar a Bretanha. A guerra terminou em um impasse e em uma reconciliação familiar tensa na Inglaterra no final de 1184.
João fez sua primeira visita a Irlanda em 1185, acompanhado por trezentos cavaleiros e uma equipe de administradores. Henrique tentou fazer com que João fosse oficialmente proclamado Rei da Irlanda, porém o papa Lúcio III não concordou. Seu primeiro período de governo na Irlanda não foi um sucesso. A Irlanda tinha recentemente sido conquistada pelas forças anglo-normandas e as tensões ainda estavam altas entre Henrique, os novos colonos e os habitantes nativos. João ofendeu os governantes locais ao caçoar de suas barbas longas, não conseguiu fazer aliados entre os colonos anglo-normandos e começou a perder território militar contra os irlandeses, voltando para a Inglaterra no ano seguinte, culpando seu vice-rei, Hugo de Lacy, Senhor de Meath, pelo fiasco.
Os problemas familiares continuaram a crescer. Godofredo morreu em 1186 durante um torneio, deixando uma filha, Leonor, e um filho póstumo, Artur I, Duque da Bretanha. Sua morte deixou João um pouco mais perto do trono da Inglaterra. A incerteza sobre o que aconteceria após a morte de Henrique continuou a ficar cada vez maior; Ricardo estava interessado em juntar-se a uma cruzada, mas estava preocupado que seu pai poderia apoiar seu irmão mais novo como sucessor enquanto estivesse longe. Ele começou a discutir uma aliança em potencial com o rei Filipe II da França em 1187, com Ricardo no ano seguinte prestando homenagem ao monarca francês em troca de apoio em uma guerra contra Henrique. Os dois realizaram uma campanha conjunta contra o rei inglês, com Henrique pedindo a paz no verão de 1189 e prometendo fazer de Ricardo seu sucessor. João inicialmente permaneceu leal ao pai, porém trocou de lado quando pareceu que o irmão sairia-se vitorioso. Henrique morreu pouco depois em julho.

## Reinado de Ricardo

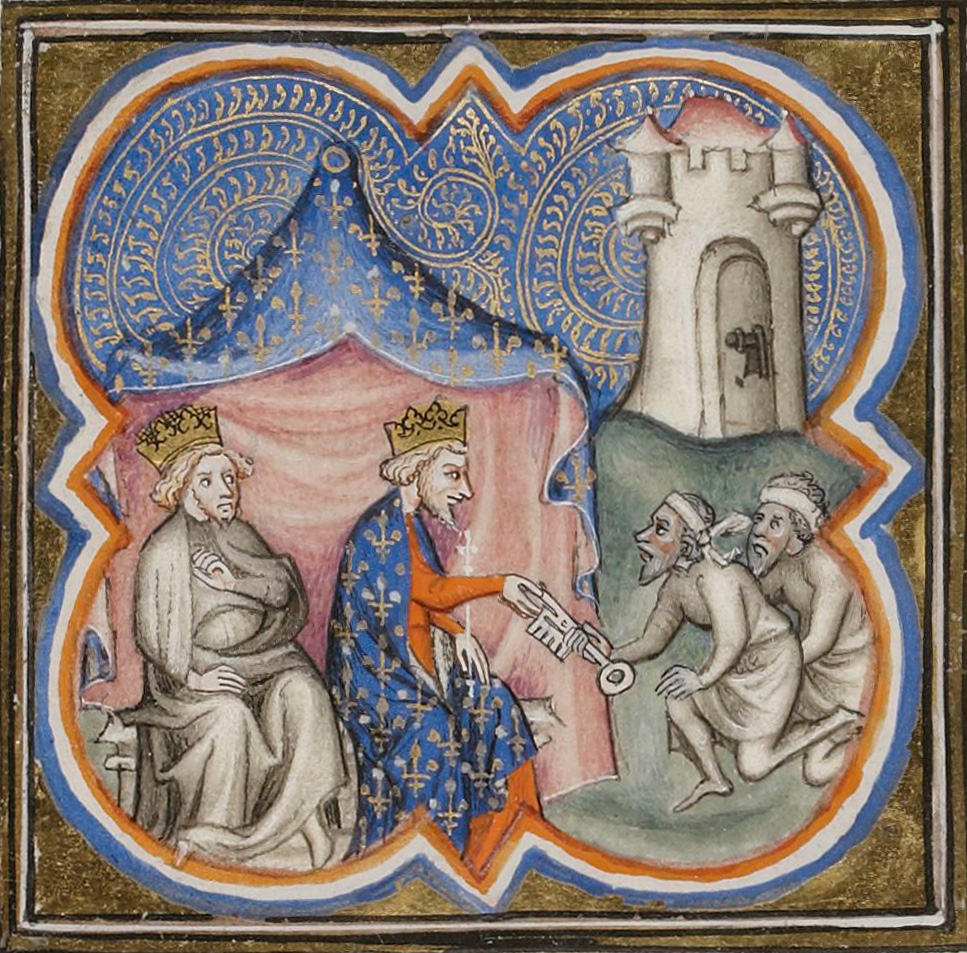
Ricardo e Filipe em Acre durante a Terceira Cruzada

Ricardo já tinha declarado sua intenção de participar da Terceira Cruzada na época que se tornou rei. Ele começou a reunir a enorme quantia de dinheiro necessária para financiar sua expedição por meio da venda de terras, títulos e nomeações, também tentando garantir que não enfrentaria uma revolta enquanto estivesse distante de seu império. João foi nomeado Conde de Mortain, casou-se com a rica Isabel, Condessa de Gloucester, e recebeu terras valiosas em Lencastre e nos condados da Cornualha, Derby, Devon, Dorset, Nottingham e Somerset, tudo com o objetivo de comprar sua lealdade enquanto Ricardo estaria na cruzada. O rei manteve o controle de castelos estratégicos nesses condados, dessa forma impedindo que o irmão acumulasse muito poderio militar e político; além disso, pelo menos temporariamente, Ricardo nomeou seu sobrinho Artur, então com apenas quatro anos, como o herdeiro do trono. João prometeu não retornar para a Inglaterra por três anos, dessa forma teoricamente dando ao rei tempo suficiente para conduzir uma cruzada e retornar do Levante sem precisar temer que o irmão tomaria o poder.  Ricardo deixou a autoridade política da Inglaterra – o posto de justiceiro – nas mãos de Hugo de Puiset, Bispo de Durham, e Guilherme de Mandeville, 3° Conde de Essex, enquanto nomeou Guilherme de Longchamp, Bispo de Ely, como chanceler. Mandeville morreu pouco depois e Longchamp assumiu também o posto de justiceiro junto com Puiset. Leonor, a mãe de Ricardo e João, convenceu o rei a permitir que o irmão visitasse a Inglaterra em sua ausência.
A situação política da Inglaterra começou a se deteriorar rapidamente. Longchamp recusou-se a trabalhar com Puiset e ficou impopular com a nobreza e clero. João explorou as circunstâncias para se estabelecer como um governante alternativo com sua própria corte, justiceiro, chanceler e outros cargos reais, ficando feliz em ser representado como um regente alternativo e possivelmente o próximo rei. Um conflito armado entre João e Longchamp estourou não muito depois, com o segundo ficando isolado na Torre de Londres por volta de outubro de 1191 enquanto o primeiro controlava a cidade de Londres, isto graças a promessas que João tinha feito para os cidadãos locais em troca de ser reconhecido como o herdeiro presuntivo de Ricardo. Neste momento, Valter de Coutances, Arcebispo de Ruão, voltou para a Inglaterra depois de ter sido enviado pelo rei a fim de restaurar a ordem. A posição de João foi minada pela relativa popularidade de Valter e pelas notícias que Ricardo tinha se casado em Chipre com Berengária de Navarra, representando a possibilidade de que o rei poderia ter filhos e herdeiros legítimos.

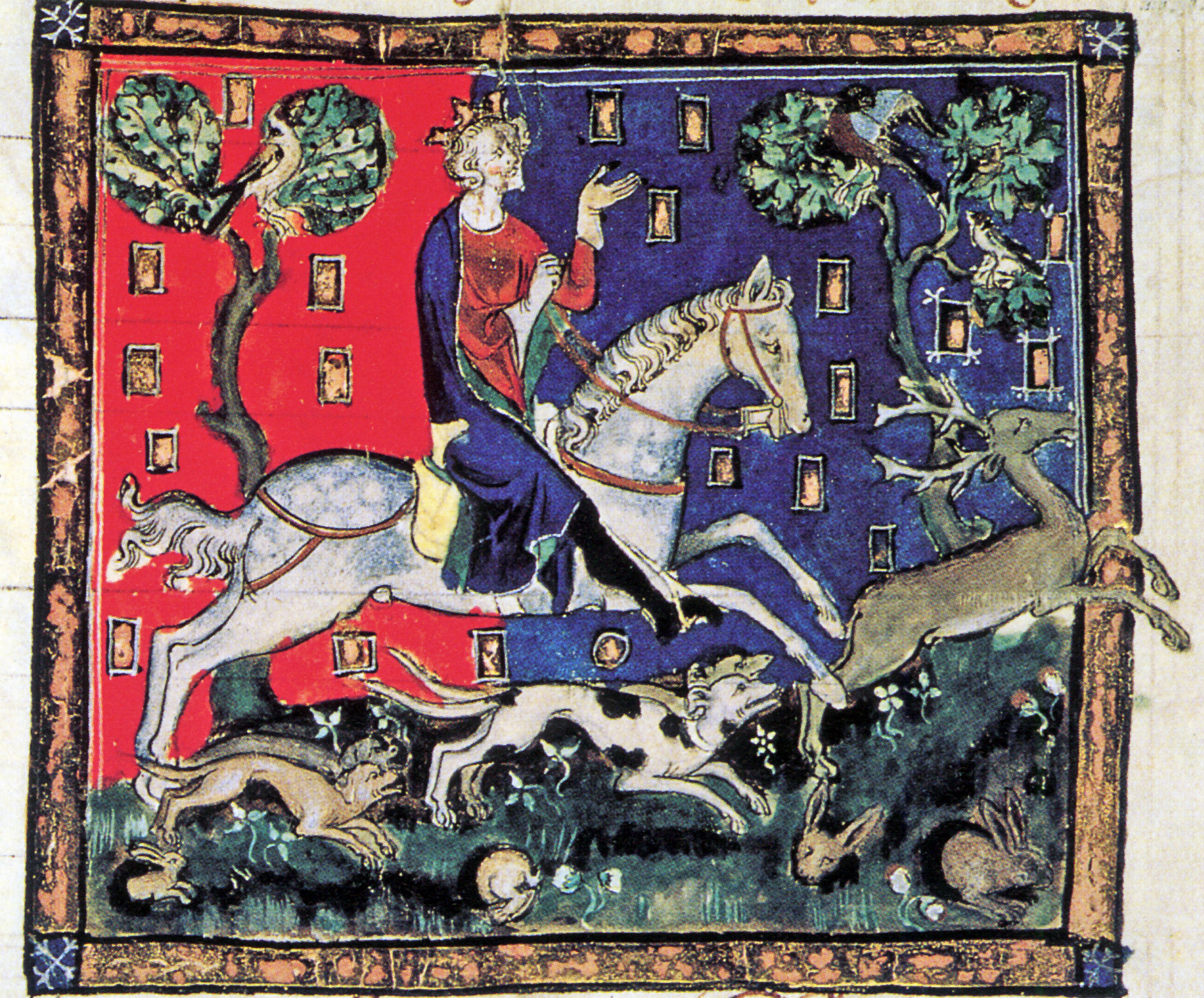
Representação do século XIII de João caçando um cervo

O tumulto político continuou. João começou a explorar uma possível aliança com Filipe, que tinha acabado de voltar da cruzada. João esperava adquirir a Normandia, Anjou e outras terras na França mantidas por Ricardo em troca de aliar-se com o rei francês. Ele foi persuadido por sua mãe a não seguir adiante com a aliança. Longchamp tinha deixado a Inglaterra após a intervenção de Valter, porém retornou e afirmou que tinha sido removido injustamente de seu antigo posto. João interveio, silenciando Longchamp em troca de promessas de apoio da administração real, incluindo garantias de sua posição como herdeiro do trono. Quando Ricardo não retornou de sua cruzada, João começou a falar que seu irmão tinha morrido ou estava permanentemente perdido. O rei na verdade tinha sido capturado ao voltar para a Inglaterra por Leopoldo V, Duque da Áustria, e entregue ao imperador Henrique VI do Sacro Império Romano-Germânico, que pediu um resgate. João aproveitou a oportunidade para ir a Paris e fazer uma aliança com Filipe. Ele concordou em dispensar sua esposa Isabel e casar-se com Adela, a irmã do rei.Um c onflito estourou na Inglaterra entre forças leais a Ricardo e aquelas reunidas por João. Sua posição militar era fraca e ele concordou com uma trégua; o rei finalmente voltou para a Inglaterra no começo de 1194, com as forças inimigas restantes se rendendo. João fugiu para a Normandia, porém Ricardo o encontrou algum tempo depois. O rei declarou que seu irmão mais novo, mesmo tendo então já 27 anos de idade, era meramente "uma criança que teve conselheiros malignos", perdoando-o pela traição, porém tirou todas as suas terras com a exceção da Irlanda.
João passou o resto do reinado de Ricardo apoiando seu irmão no continente, aparentemente em lealdade. A política continental do rei era tentar reconquistar os castelos que havia perdido para Filipe enquanto estava na cruzada por meio de campanhas limitadas e diretas. Ele aliou-se com os líderes de Flandres, Bolonha e do Sacro Império Romano-Germânico para pressionar o monarca francês a partir da Germânia. João conduziu em 1195 um ataque e cerco repentino bem sucedido ao Castelo de Évreux, posteriormente cuidando das defesas da Normandia contra Filipe. No ano seguinte tomou o vilarejo de Gamaches e liderou um ataque oitenta quilômetros de Paris, capturando Filipe de Dreux, Bispo de Beauvais. Como recompensa, Ricardo retirou sua malevolentia em relação a João, restaurando-lhe o Condado de Gloucester e também o Condado de Mortain.

## Início de reinado

### Ascensão

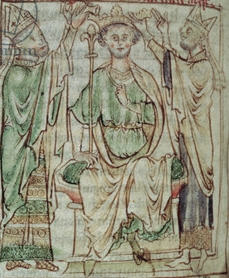
Iluminura do século XIII da coroação de João

Ricardo morreu em 6 de abril de 1199. Havia dois possíveis pretendentes ao trono: João, cuja reivindicação baseava-se no fato de ser o último filho vivo de Henrique, e o jovem Artur da Bretanha, cuja reivindicação vinha de sua posição como filho de Godofredo, irmão mais velho de João. Ricardo aparentemente tinha começado a reconhecer o irmão como seu herdeiro presuntivo em seus últimos anos, porém a questão não era clara e a lei medieval proporcionava pouca clareza sobre como as reivindicações deveriam ser decididas. A lei normanda favorecia João, enquanto a lei angevina favorecia Artur, assim um conflito armado começou pouco depois. João foi apoiado pela maior parte da nobreza inglesa e normanda e foi coroado na Abadia de Westminster em 27 de maio, apoiado por sua mãe. Artur por sua vez foi apoiado pela maior parte da Bretanha, Maine e Anjou, além de receber o apoio de Filipe, que permaneceu comprometido a desmantelar os territórios angevinos no continente. O império continental de João ficou à beira do rompimento quando as forças de Artur pressionaram o Vale do Loire em direção de Angers ao mesmo tempo que Filipe moveu-se para Tours.
A guerra na Normandia na época era definida pelo potencial defensivo de castelos e os custos cada vez maiores da realização de campanhas. As fronteiras normandas tinham defesas naturais limitadas, porém eram reforçadas por castelos, como o Château Gaillard, em pontos estratégicos, construídos e mantidos a custos elevados. Era difícil para um comandante militar avançar para novos territórios sem antes ter estabelecido linhas de comunicação ao capturar essas fortificações, que retardavam o progresso de qualquer ataque. Exércitos do período podiam ser formados por forças feudais ou mercenárias. Tropas feudais só podiam ser convocadas por um período fixo antes de voltarem para casa, forçando o fim da campanha; forças mercenárias, frequentemente chamados de brabançons por causa do Ducado de Brabante, eram recrutadas por todo norte da Europa, podendo operar o ano inteiro e proporcionar ao comandante mais opções estratégicas na campanha, porém custavam muito mais que o equivalente em forças feudais. Como resultado, comandantes da época estavam reunindo cada vez mais um número maior de mercenários.
João foi para o sul da França depois de sua coroação acompanhado de forças militares e adotou uma postura defensiva ao longo das fronteiras sul e leste da Normandia. Os dois lados pararam para negociações infrutíferas antes do conflito recomeçar; a posição do rei inglês era agora mais forte, graças a confirmação que Balduíno IX, Conde de Flandres, e Reginaldo, Conde de Bolonha, tinham renovado suas alianças antifrancesas anteriormente estabelecidas com Ricardo. O poderoso nobre angevino Guilherme des Roches foi persuadido a trocar Artur por João; repentinamente, a situação parecia estar virando em favor do rei inglês. Nenhum dos lados queria continuar o conflito, com os dois líderes encontrando-se em janeiro de 1200 após uma trégua papal a fim de negociar termos de paz. Para o João, o que se seguiu representava uma oportunidade de estabilizar o controle de suas possessões continentais e produzir uma paz com Filipe. Os dois monarcas negociaram o Tratado de Le Goulet em maio, em que Filipe reconheceu João como o legítimo herdeiro de Ricardo acerca de suas posses francesas, temporariamente abandonando as reivindicações de Artur. João, por sua vez, abandonou a política de Ricardo de tentar conter Filipe através de alianças com Flandres e Bolonha, também aceitando o direito do rei francês como o senhor feudal legítimo de suas terras na França. As políticas de João lhe valeram o apelido desrespeitoso de "João Espada Mole" de alguns crônicos, contrastando seu comportamento com seu irmão mais agressivo.

### Paz

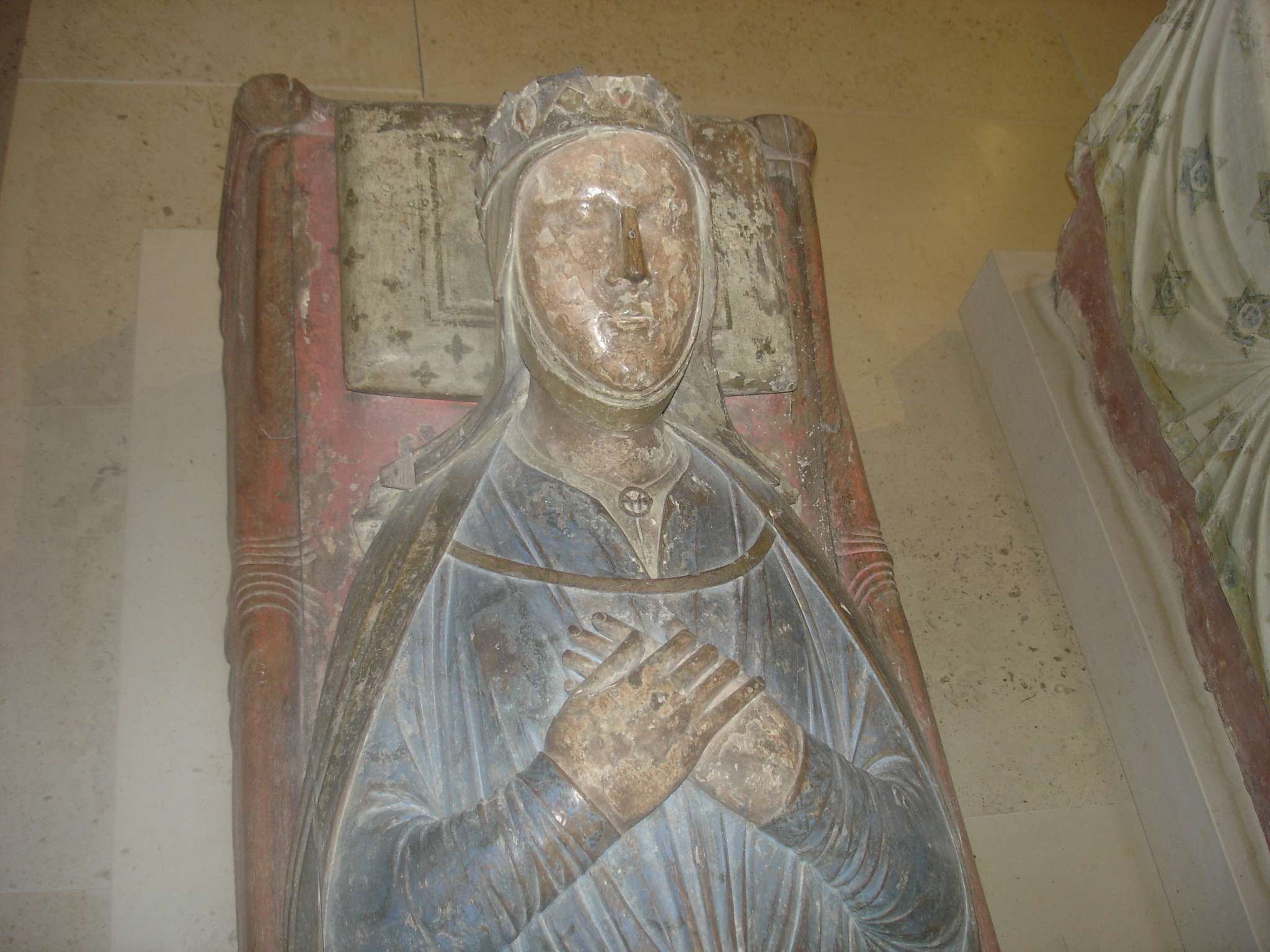
Efígie de Isabel de Angoulême, a segunda esposa de João

A nova paz duraria dois anos; a guerra recomeçaria após a decisão de João em agosto de 1200 de se casar com Isabel de Angoulême. Para poder se casar, ele primeiro precisou abandonar Isabel de Gloucester; João conseguiu isso ao argumentar que não tinha obtido a permissão papal necessária para se casar com ela – ambos eram primos, então não poderiam legalmente terem se casado sem essa autorização. Não se sabe ao certo porque o rei escolheu Isabel de Angoulême. Crônicos contemporâneos sugeriram que João tinha se apaixonado profundamente, podendo também ter sido motivado pelo desejo de ter uma mulher aparentemente bonita e mais jovem. Por outro lado, as terras de Angoulême que vinham com Isabel eram estrategicamente vitais para João: ao casar-se com ela, ele adquiriria uma rota chave entre Poitiers e a Gasconha, que aumentava significantemente seu domínio sobre a Aquitânia.
Entretanto, Isabel de Angoulême já estava noiva de Hugo X, Senhor de Lusinhão, membro importante de uma proeminente família de Poitiers e irmão de Raul, Conde d'Eu, que possuía terras ao longo da fronteira normanda. Assim como João tinha a se beneficiar com um casamento com Isabel, a união ao mesmo tempo ameaçava os interesses dos Lusinhão, cujas terras proporcionavam uma rota chave de suprimentos e tropas pela Aquitânia. O rei tratou Hugo "com desprezo" em vez de negociar alguma forma de compensação; isto resultou em uma revolta dos Lusinhão que foi rapidamente esmagada por João, que também interveio para suprimir Raul na Normandia.
Apesar de João ser o Conde de Poitiers e dessa forma o legítimo senhor feudal de Lusinhão, eles podiam apelar sobre as ações de João na França para o senhor feudal deste, Filipe. Hugo fez isso 1201 e o rei francês convocou o rei inglês a comparecer à corte em Paris em 1202, citando o Tratado de Le Goulet para reforçar seu caso. João não estava disposto a enfraquecer sua autoridade na França dessa maneira. Ele argumentou que não precisava ir para a corte por causa de sua situação especial como Duque da Normandia, que estava isento da tradição feudal de ser convocado para a corte francesa. Filipe contra-argumentou que estava chamando João como Conde de Poitiers, não Duque da Normandia, que não tinha tal privilégio. João ainda assim recusou-se a ir, então Filipe declarou que ele tinha quebrado suas responsabilidades feudais, transferindo todas as terras do rei inglês sob a coroa francesa para Artur, com a exceção da Normandia, que o rei francês tomou para si mesmo, iniciando uma nova guerra.

### Perda da Normandia

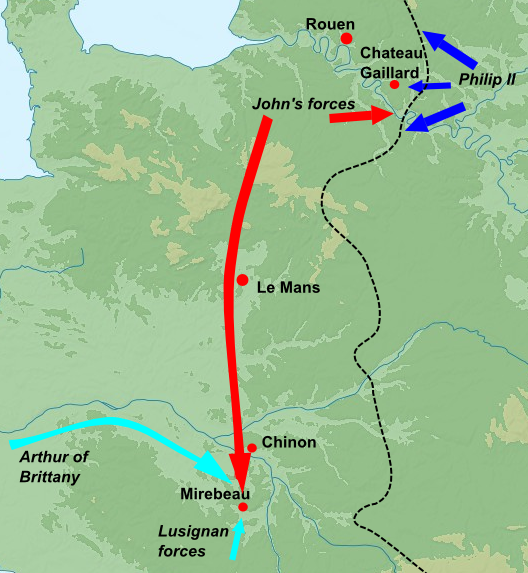
A campanha de João em 1202, que culminou em sua vitória na Batalha de Mirebeau. Vermelho indica os movimentos de João, azul escuro os de Filipe e azul claro dos bretões e Lusinhão

João inicialmente adotou uma postura defensiva similar ao que havia feito em 1199, evitando batalhas campais e defendendo seus castelos mais importantes. Suas operações ficaram mais caóticas a medida que a campanha progredia, com Filipe passando a fazer progresso no leste. João soube em julho que as forças de Artur estavam ameaçando sua mãe Leonor no Castelo de Mirebeau. João, acompanhado de seu senescal Guilherme de Roches, rapidamente dirigiu seu exército mercenário para o sul a fim de protegê-la. Suas forças surpreenderam Artur e capturaram toda a liderança rebelde na Batalha de Mirebeau Já que seu flanco sul tinha sido enfraquecido, Filipe foi forçado a recuar no leste e ir para o sul com o objetivo de conter João.
A posição de João na França foi fortalecida por sua vitória em Mirebeau, porém o tratamento que proporcionou a seus prisioneiros, e a seu aliado Guilherme de Roches, rapidamente minou os ganhos. Guilherme era um nobre angevino poderoso, porém João praticamente o ignorou, lhe ofendendo, enquanto o rei manteve os líderes rebeldes em condições tão ruins que 22 deles morreram. Nessa época, a  nobreza regional era conectada por laços familiares, com esse tratamento dado a parentes foi considerado inaceitável. Guilherme e outros aliados de João em Anjou e na Bretanha o deserdaram e juntaram-se a Filipe, com a Bretanha entrando em revolta. Sua situação financeira ficou crítica: o monarca francês tinha uma vantagem considerável, porém não esmagadora, sobre João quando levado em conta fatores como custos militares comparativos de soldados e materiais.
Mais deserções de aliados locais de João no começo de 1203 reduziram muito sua liberdade de movimentação pela região. Ele tentou convencer o papa Inocêncio III a intervir no conflito, porém os esforços deste foram infrutíferos. Enquanto a situação piorava cada vez mais, o rei aparentemente decidiu matar Artur com o objetivo de retirar um rival em potencial e ao mesmo tempo minar os rebeldes da Bretanha. O duque inicialmente estava preso em Falaise e foi então transferido para Ruão. Seu destino depois disto permanece incerto, porém historiadores modernos acreditam que ele foi morto por João. Os anais da Abadia de Margam em Gales sugerem que o rei "capturou Artur e o manteve vivo na prisão por algum tempo no castelo de Ruão ... quando João ficou bêbado ele ceifou Artur com sua própria mão, prendeu uma pedra pesada ao corpo e o atirou no Sena". Os rumores sobre o modo como Artur tinha morrido reduziram ainda mais o apoio a João por toda a região. Leonor da Bretanha, irmã mais velha de Artur, que também fora capturada em Mirebeau, permaneceu aprisionada por muitos anos, porém em condições relativamente boas.